# Андалусистская партия
Андалусистская партия (исп. Partido Andalucista) — националистическая левоцентристская партия из Андалусии. Большое влияние имеет в провинциях Кадис и Севилья.
Партия была основана как Союз социалистов Андалусии (Alianza Socialista de Andalucía) в 1971 году. В 1976 году переименована в Андалусскую социалистическую партию (Partido Socialista de Andalucía). В 1979 году название изменено на Андалусская социалистическая партия — Андалусская партия (PSA-Partido Andaluz). Нынешнее название было принято в 1984 году. Действующий генеральный секретарь — Пилар Гонсалес Модино. В 2001 году от партии откололась группа, возглавляемая бывшим лидером Педро Пачеко, которая создала свою организацию — Социалистическая партия Андалусии.